# Maurycy Gottlieb
Maurycy Gottlieb, właśc. Mojżesz Dawid Gottlieb (ur. 21 lutego 1856 w Drohobyczu, zm. 17 lipca 1879 w Krakowie) – polski malarz mający przodków wyznania żydowskiego, uczeń Jana Matejki, prekursor symbolizmu na ziemiach polskich.

## Życiorys
Był synem Felicji z Tiegermanów i niemieckojęzycznego przemysłowca Izaaka Gottlieba, właściciela rafinerii w Drohobyczu. Był najstarszym z jedenaściorga dzieci Izaaka, a jego trzej młodsi bracia, Marcin (1867–1936), Filip (1870–?) i Leopold (1879–1934), także zostali malarzami. Rodzina artysty cieszyła się dobrobytem oraz znaczną popularnością w rodzinnym mieście. Maurycy Gottlieb kształcił się w szkole bazylianów w Drohobyczu, następnie w gimnazjum we Lwowie; został usunięty ze szkoły za narysowanie karykatury jednego z nauczycieli, ale kontynuował naukę prywatnie i zdał egzaminy w niższej szkole realnej w Stryju. W 1872 roku podjął studia w Akademii Sztuk Pięknych w Wiedniu. Niezależnie od studiów malarskich interesował się historią i językiem polskim; fascynacje te pogłębiła prezentacja obrazów Jana Matejki w Wiedniu, gdzie Gottlieb miał okazję obejrzeć między innymi sławnego Rejtana. W 1873 roku Gottlieb zwrócił się do Matejki z prośbą o przyjęcie do krakowskiej Szkoły Sztuk Pięknych i wraz z artystami jak Witold Pruszkowski, Jacek Malczewski czy Walerian Kryciński, rozpoczął studia pod jego kierunkiem. Był to również czas, w którym Gottlieb postanowił na większą skalę pielęgnować swoją polską tożsamość - zdecydował się pisać po polsku, rozszerzał również swoją wiedzę z zakresu polskiej ikonografii i historii. Artysta zajął się w tym okresie głównie malarstwem historycznym, portretem, oraz scenami rodzajowymi. Wiele z jego wczesnych obrazów pozostawało pod wpływem Matejki, powtarzając schematy kompozycyjne z takich dzieł mistrza jak Stefan Batory pod Pskowem lub Unia Lubelska. Wkrótce – po konflikcie z kolegami o charakterze antysemickim oraz w wyniku dotyczącego malarstwa Gottlieba sporze z profesorem Łukaszewiczem – młody artysta opuścił Kraków i powrócił do Wiednia. W połowie października 1875 roku przeniósł się do Monachium, gdzie terminował u Karla Pilotyego (25 X 1875 roku zgłosił się do Akademii Sztuk Pięknych – Techn. Malklasse). W tym niemieckim mieście ogromny wpływ na artystę miał bezpośredni kontakt z odwołującymi się do kultury żydowskiej dziełami Rembrandta, eksponowanymi w Pinakotece.  W 1877 roku udał się ponownie do Wiednia, a rok później, korzystając z protekcji rabina wiedeńskiego Kurandy (którego portret namalował) i specjalnego stypendium, odbył podróż do Włoch. W Rzymie spotkał się m.in. ponownie z Matejką (którego cenił niezmiennie wysoko) oraz z Siemiradzkim. Na początku roku 1879 zamieszkał w Krakowie, gdzie zmarł pół roku później w wyniku powikłań po operacji gardła. Pochowany został na nowym cmentarzu żydowskim w Krakowie.
29 czerwca 1892 roku na grobie odsłonięto granitowy obelisk  z paletą z brązu kupiony z funduszy zebranych przez społeczny komitet. Wykonano go w pracowni kamieniarskiej Adolfa Hochstima. Umieszczono na nim napis: „Maurycy Gottlieb, poeta malarz, ur. 21 lutego 1956 r. zm. 17 lipca 1879 r. Barwami pisał podniosłe pieśnie, Dla braci, których miłował, Śmierć go wydarła światu za wcześnie, Świat pamięć o nim zachował. Ziomkowie”.

## Twórczość
Malarz był często nazywany najwybitniejszym uczniem Matejki; w swoich obrazach dawał wyraz nie tylko wpływom artystycznym, ale i swoim emocjom. Pod względem stylu inspirował się obrazami Matejki, ale również Rembrandta. Gottlieb dysponował szerokim rezerwuarem tematycznym, który czerpał z literatury pięknej, historii oraz Biblii. Realizował w swojej twórczości wiele tematów znamiennych dla tradycji romantycznej, inspirując się autorami takimi jak Szekspir, Walter Scott czy Johann Wolfgang Goethe.  

### Okres studiów krakowskich[18]
W okresie studiów krakowskich, pod wpływem twórczości Matejki, tworzył obrazy o tematyce historycznej, m.in. Przysięga Kościuszki w Krakowie (1874), Kawalerowie inflanccy proszący o opiekę Zygmunta Augusta przeciw cesarzowi Ferdynandowi (1874), Albrecht brandenburski odbierający inwestyturę od króla Zygmunta Starego (1874), także Autoportret w stroju szlachcica polskiego (1874, zaginiony). Ten ostatni może być interpretowany jako gest utożsamienia się z kulturą polską. Pierwsza publiczna prezentacja dzieł artysty odbyła się  podczas będącej zwieńczeniem roku akademickiego Wystawie prac artystycznych Szkoły Sztuk Pięknych w Krakowie.

### Środkowy okres twórczości

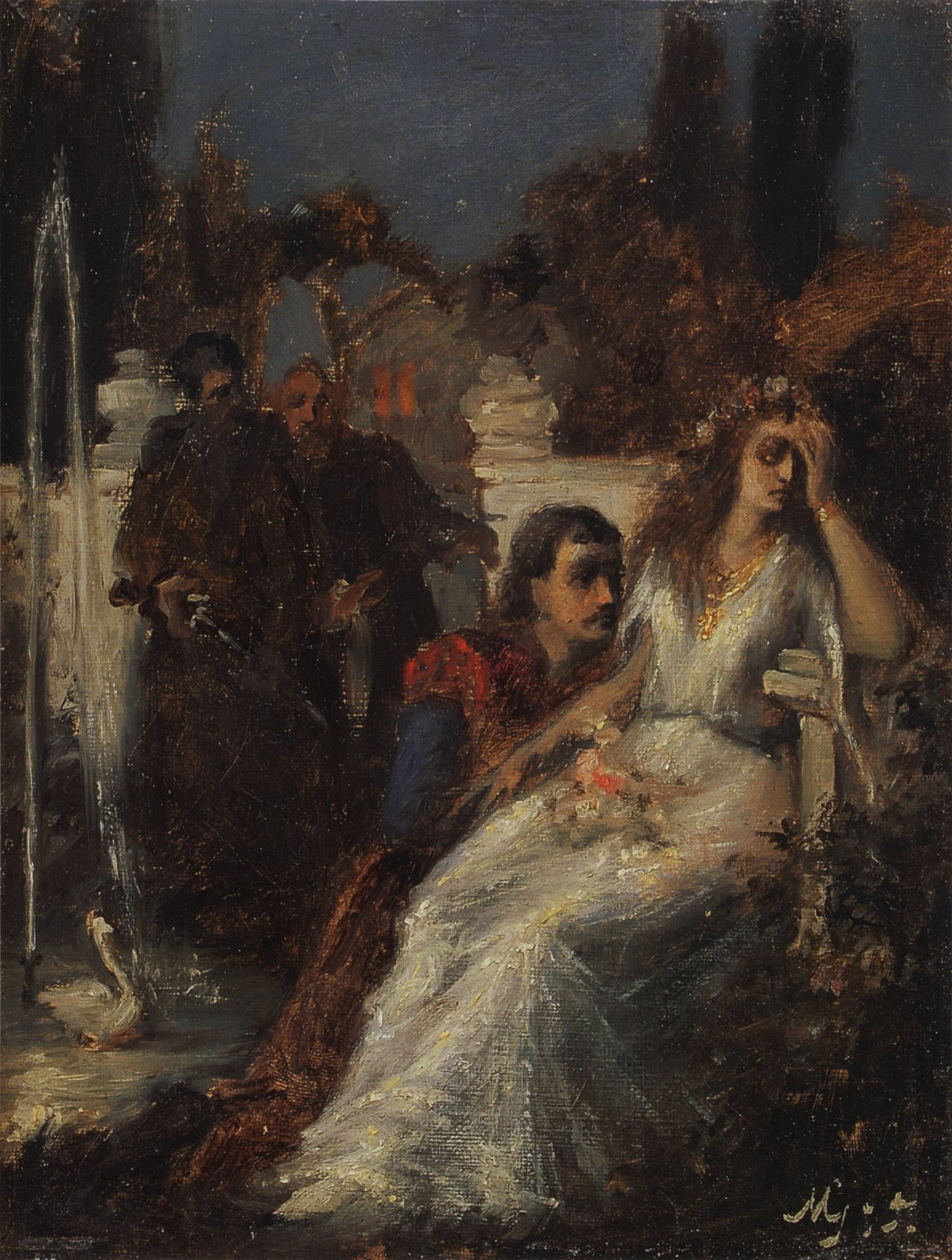
Maurycy Gottlieb, scena ilustrująca utwór Czaty Adama Mickiewicza

Później, przebywając w Monachium, rozpoczął prace nad obrazami, które tematyką związane były głównie z kulturą i tradycją żydowską (Ślub żydowski, 1876; Pisarz Tory, 1876); wysoko ceniono obraz Shylock i Jessyka (1876, zaginiony), wystawiany w Szkole Przemysłowej we Lwowie, następnie w Warszawie, Wygnanie Maurów z Grenady (1887), a także Żydzi modlący się w synagodze podczas Jom Kipur (1878). Inspiracji do dzieł Gottlieb prawdopodobnie  zaczerpnął ze studium Historia Żydów autorstwa Henryka Graetza. Ponadto, Gottlieb tworzył liczne typy portretowe (autoportret Ahaswer, 1876; Portret Ignacego Kurandy, 1878), a na zamówienie wiedeńskiego wydawcy ilustrował życie Natana Mędrca i Uriela Acosty oraz księgę Rut. Nie oznacza to jednak, że artysta odciął się od dziedzictwa kultury polskiej, czego przykładem może być namalowany w 1875 roku obraz będący ilustracją mickiewiczowskiego utworu Czaty.

### Okres schyłku życia
W ostatnim okresie życia Gottlieb pracował głównie nad obrazami, będącymi realizacją jego nowej misji – pojednania polsko-żydowskiego poprzez malarstwo. Były to zarówno dzieła religijne -Żydzi w Bożnicy (1878), Mojżesz przed Faraonem (1873–1874), Sąd Salomona (1878), Judyta z głową Holofernesa (1877–1878), czy Józef i żona Putyfara (1877). Tworzył również dzieła historyczno-literackie, (np. Żydzi proszący Kazimierza Wielkiego o przyjęcie do Polski). Interesującym motywem, jaki Gottlieb wprowadził w tym czasie do swojej twórczości były sceny zaczerpnięte z Nowego Testamentu i odwołujące się do życia Chrystusa:  Chrystus nauczający w Kafarnaum (1878–1879), Chrystus przed Sądem (1877-1879), czy Chrystus wśród rybaków w Kafarnaum (1878). nie miały dla artysty wymiaru religijnego - miały one na celu nawoływać do szacunku pomiędzy żydami a chrześcijanami i traktowane były przez Gottlieba w sposób symboliczny.  

### Recepcja dzieł i dziedzictwo artysty

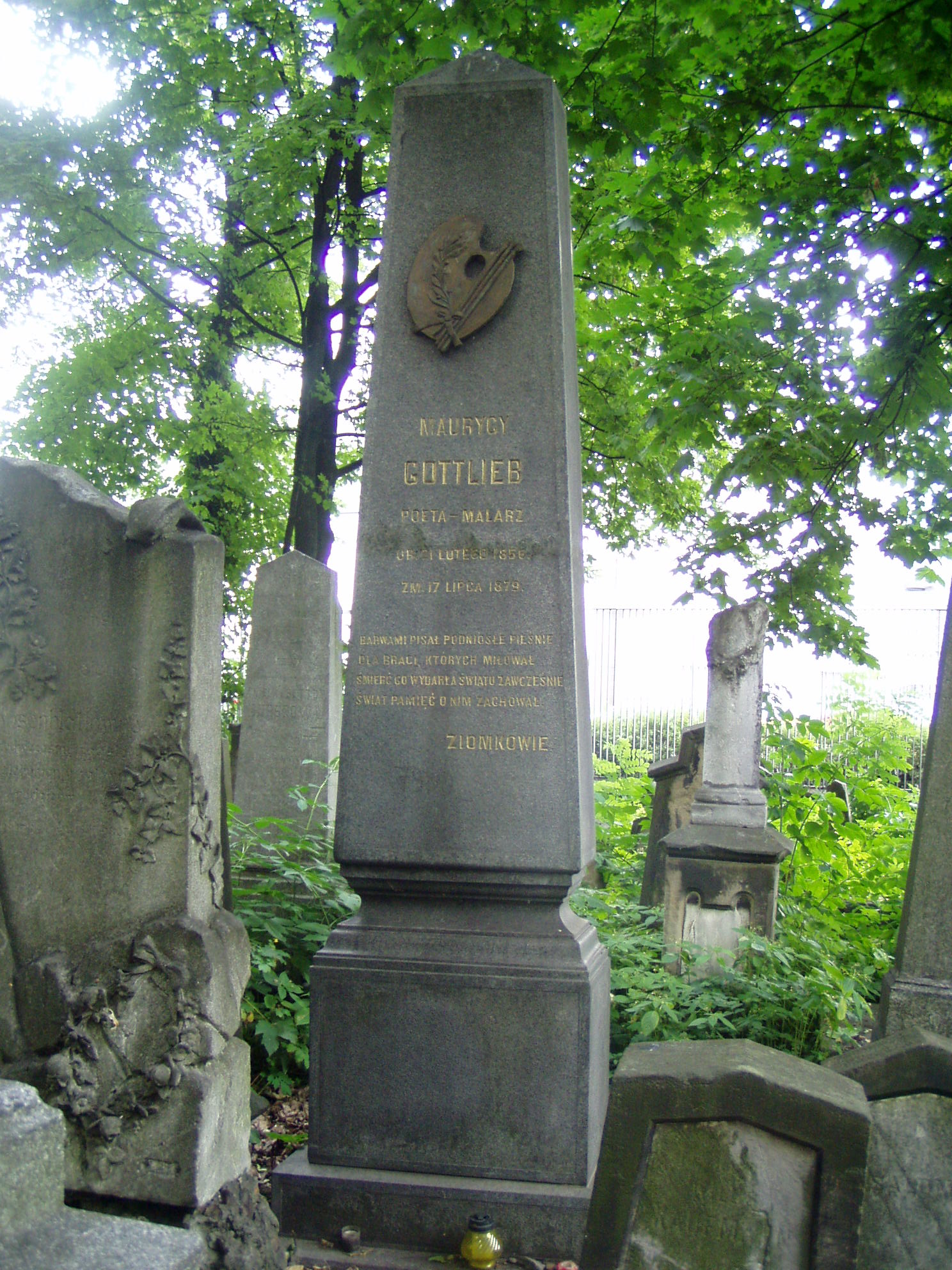
Grób Maurycego Gottlieba na nowym cmentarzu żydowskim przy ulicy Miodowej w Krakowie

W 1892 roku na nowym cmentarzu żydowskim odsłonięto obelisk na cześć przedwcześnie zmarłego artysty. Prace Gottlieba były prezentowane w okresie międzywojennym (między innymi w 1932 z inicjatywy Muzeum Narodowego w Krakowie). Jego prace znajdują się m.in. w zbiorach Muzeum Narodowego w Warszawie i Muzeum Narodowego w Krakowie, a jego Autoportret w stroju polskiego szlachcica można zobaczyć na wystawie stałej Muzeum Historii Żydów Polskich Polin. W 2014 roki Muzeum Sztuki w Łodzi we współpracy z Muzeum Narodowym w Krakowie zorganizowało wystawę Maurycy Gottlieb. W poszukiwaniu tożsamości.

## Galeria

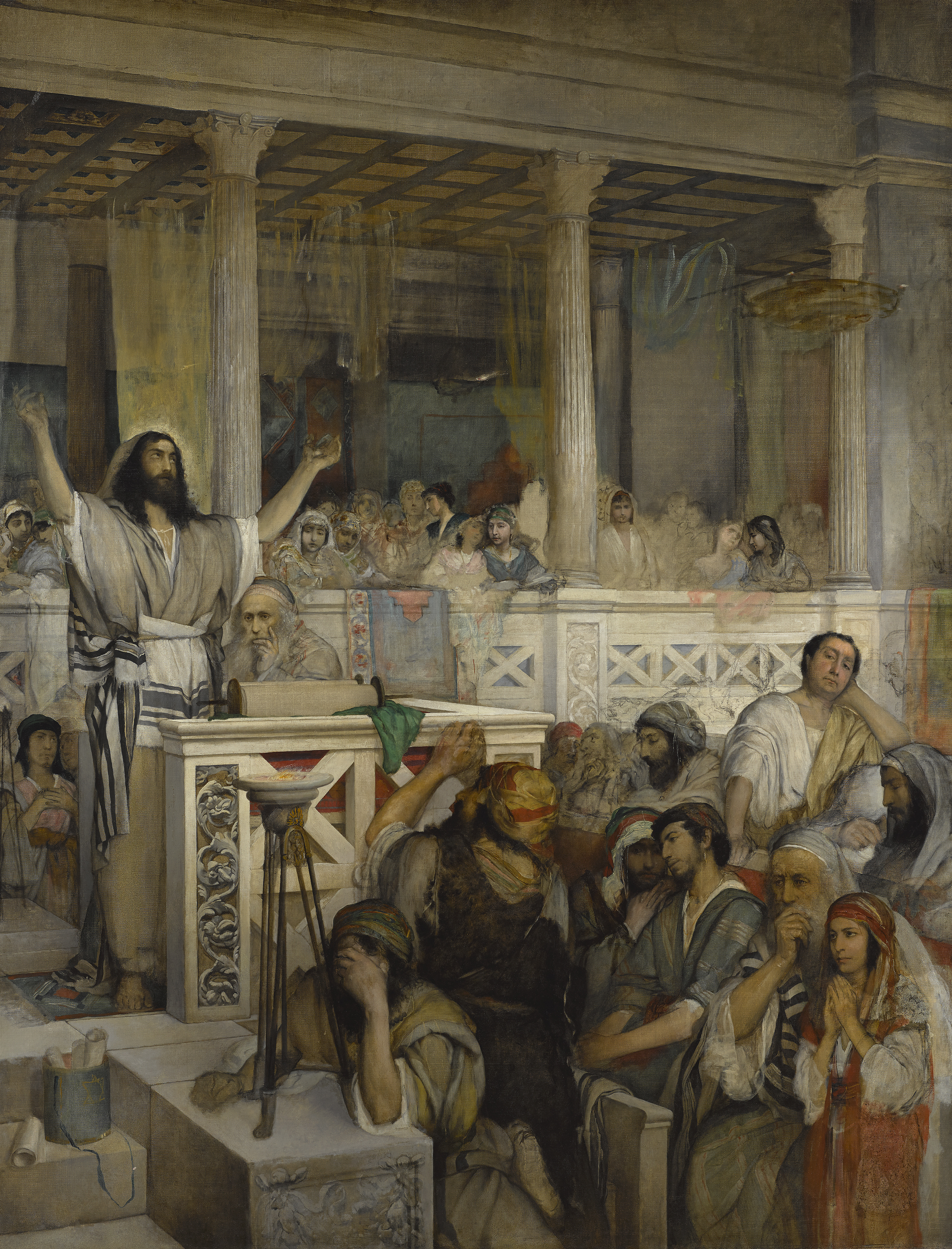
Chrystus nauczający w Kafarnaum
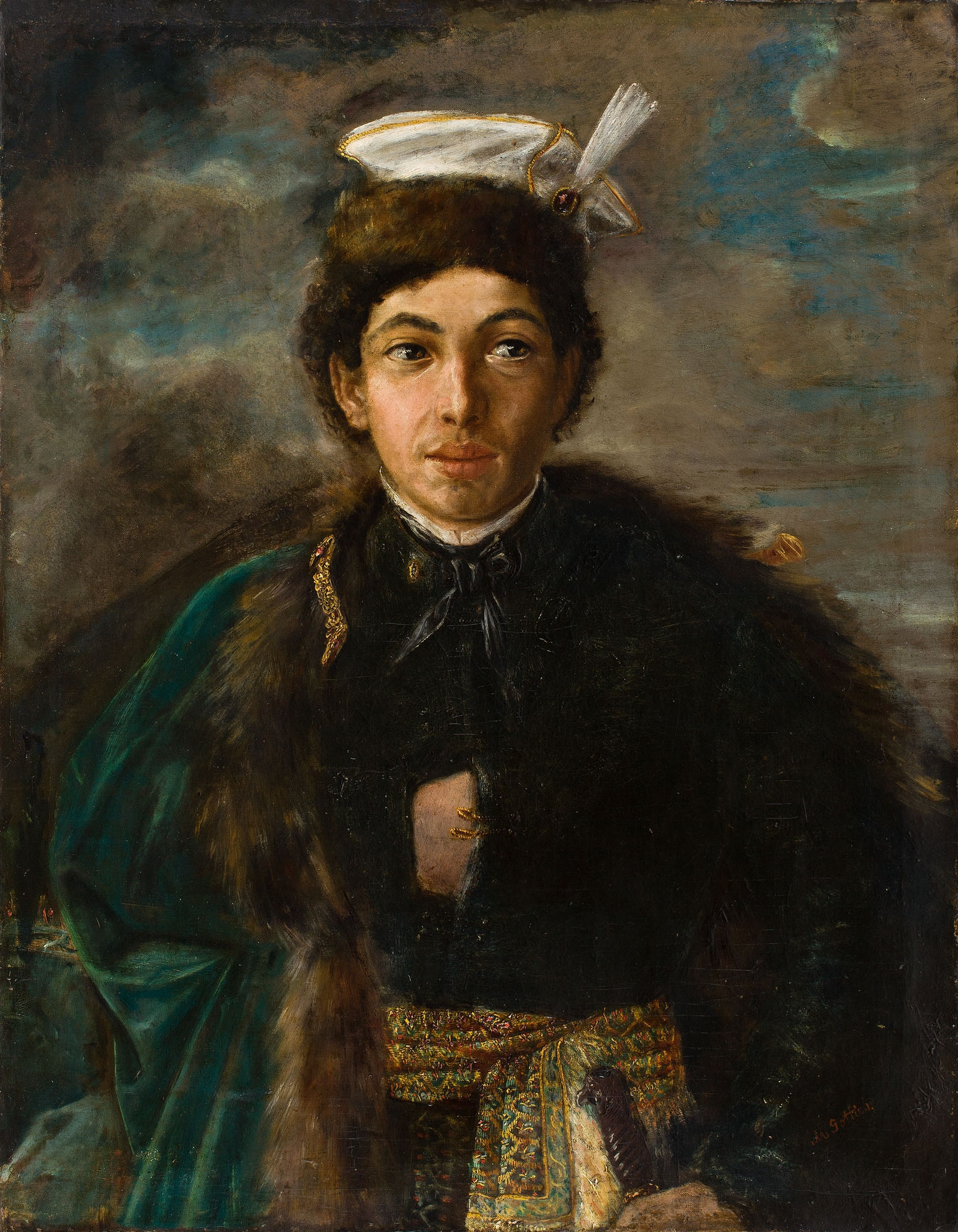
Autoportret w stroju polskiego szlachcica
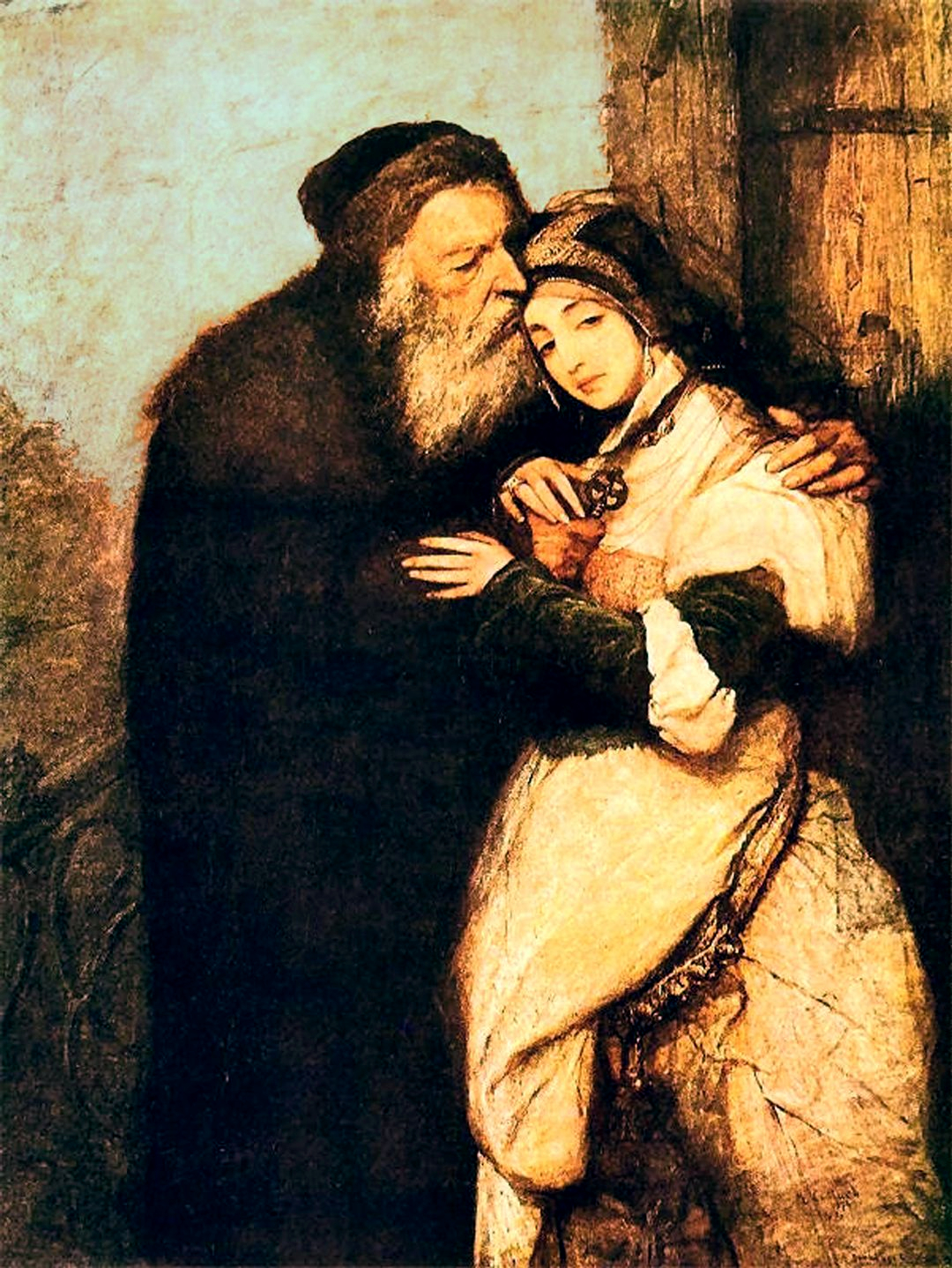
Shylock i Jessica
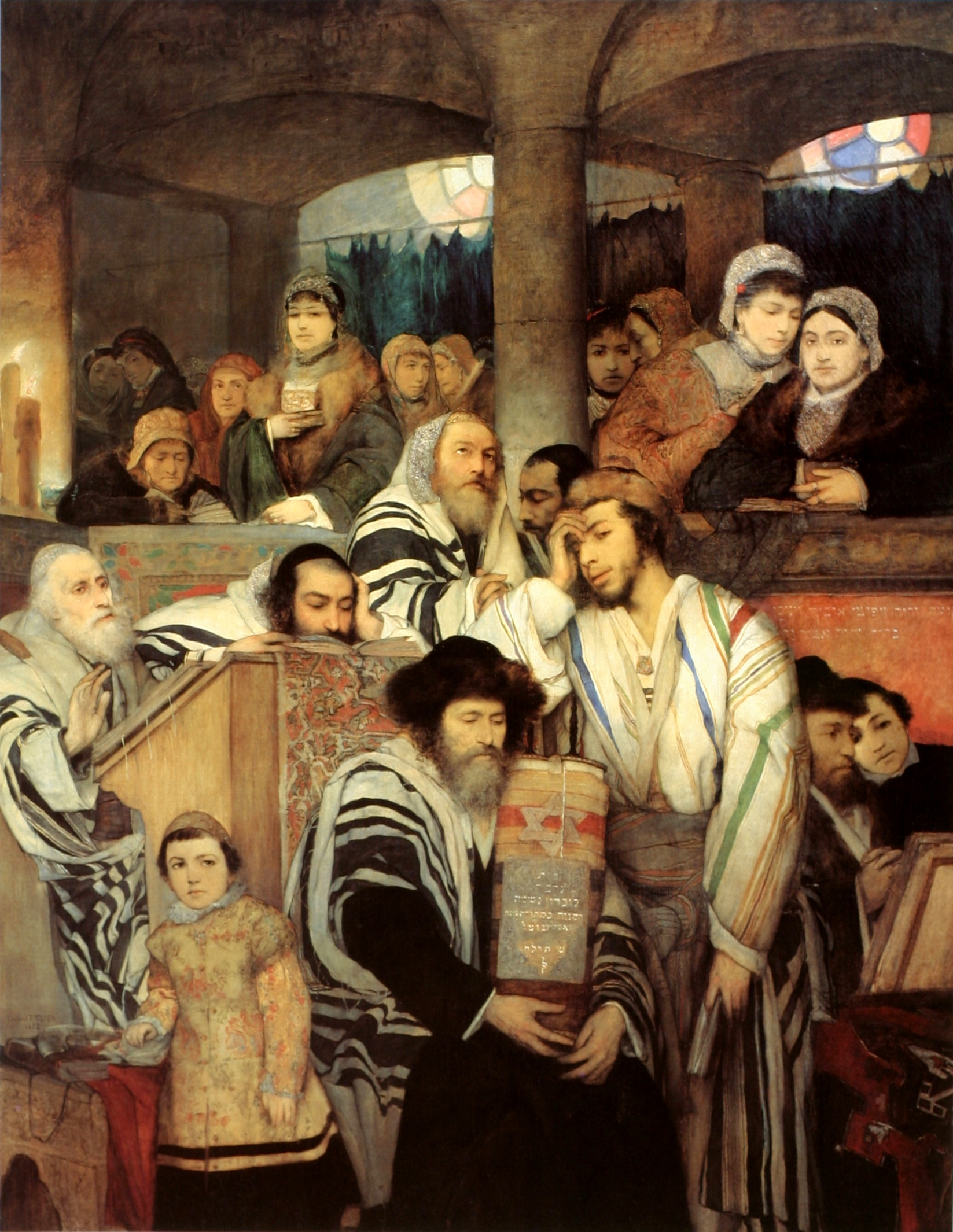
Żydzi modlący się w synagodze podczas Jom Kipur
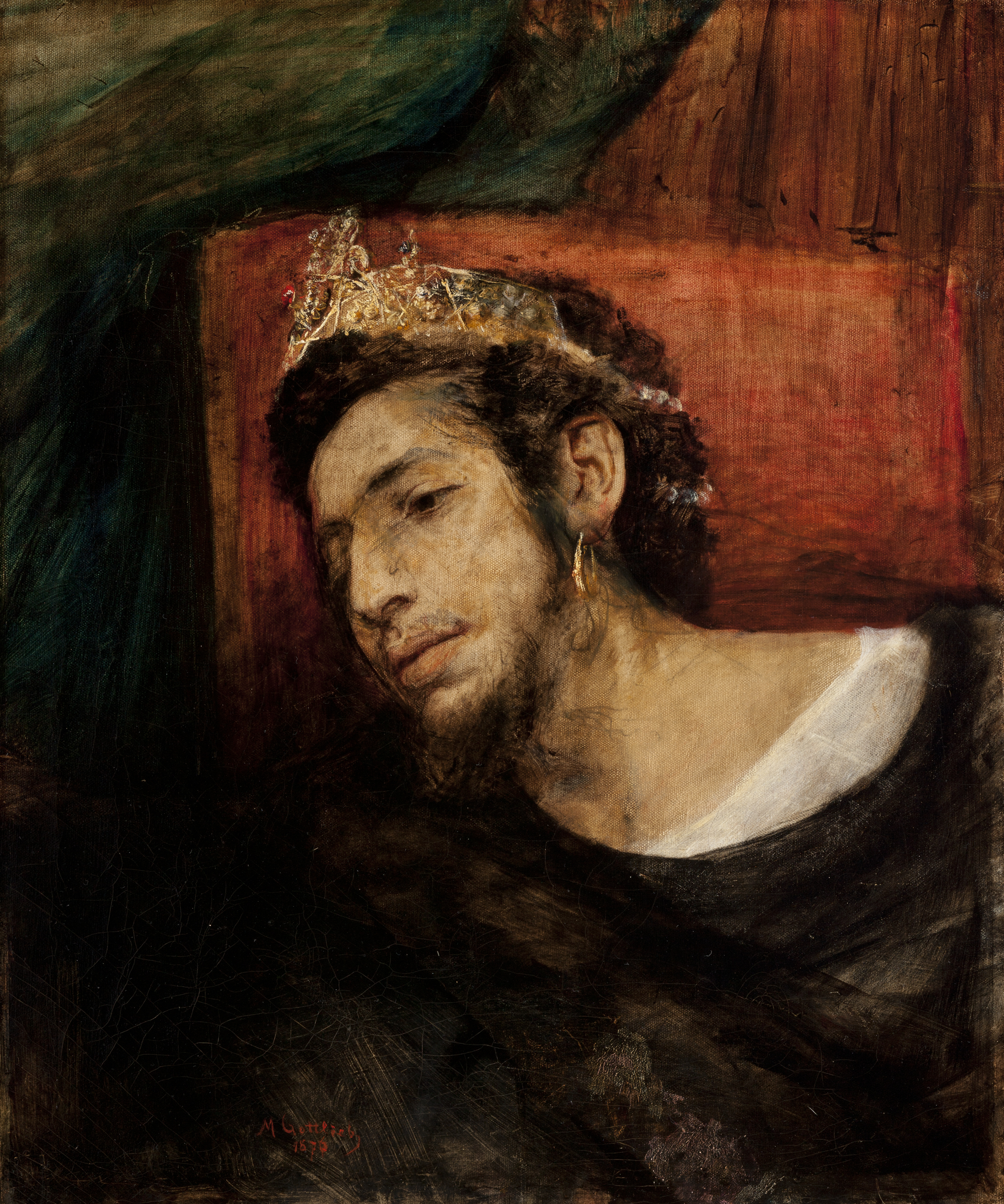
Ahaswer (Autoportret)
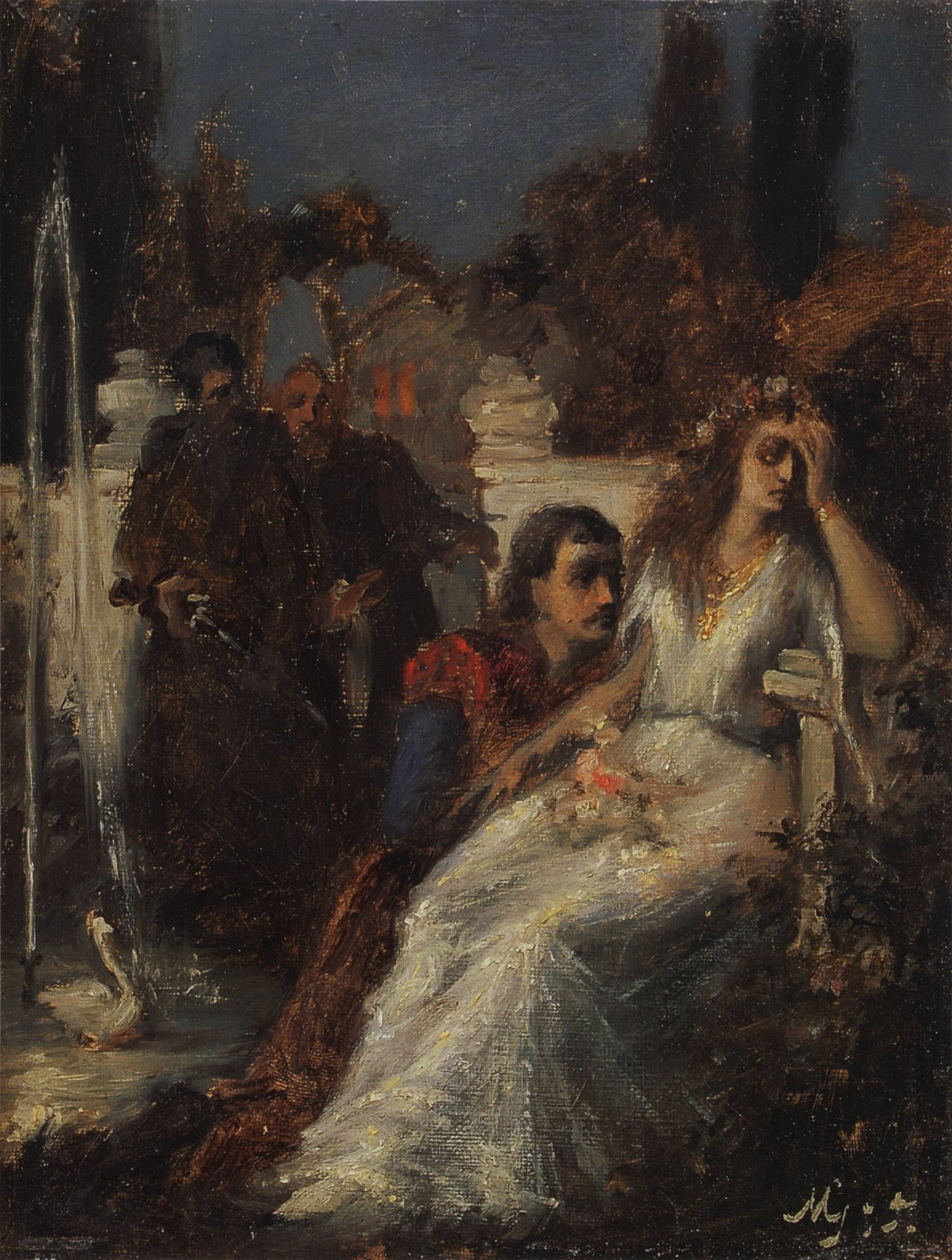
Czaty - scena z ballady Adama Mickiewicza
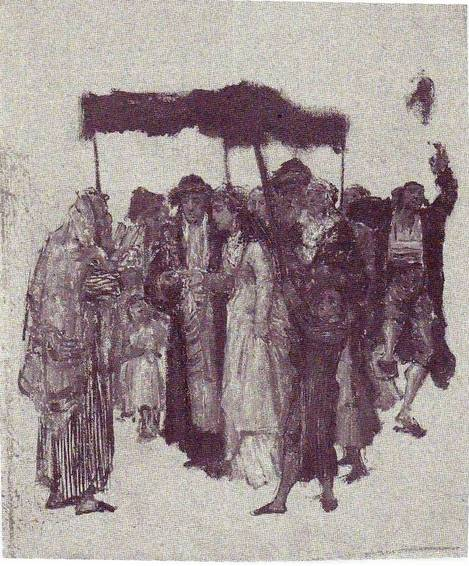
Ślub żydowski
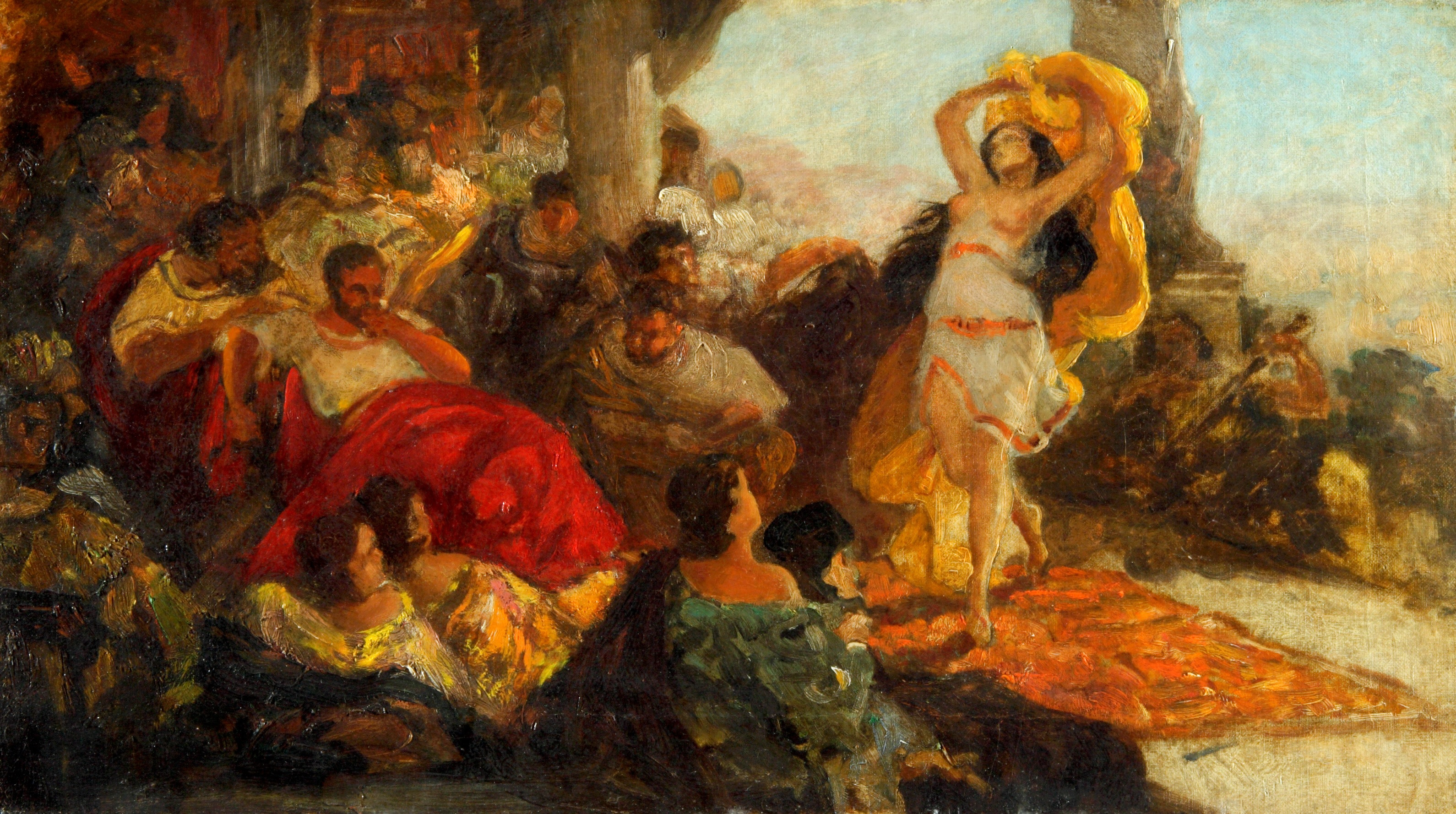
Taniec Salome
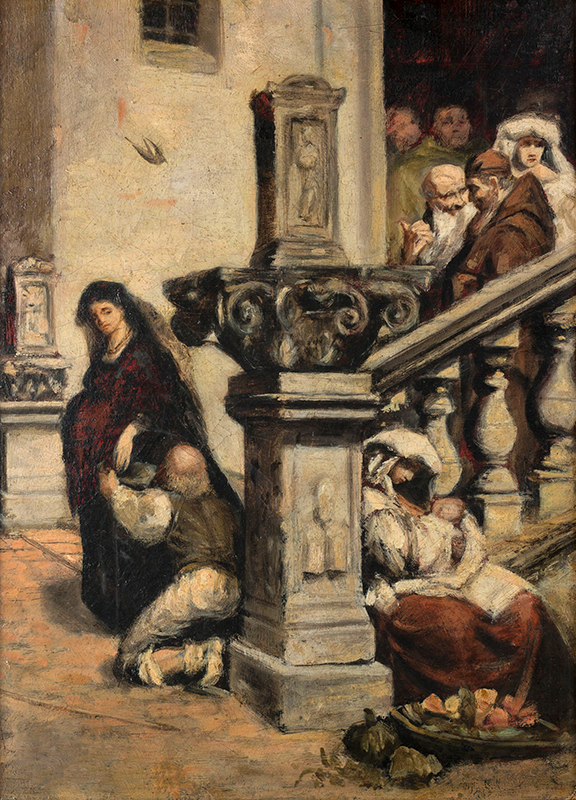
Jałmużna
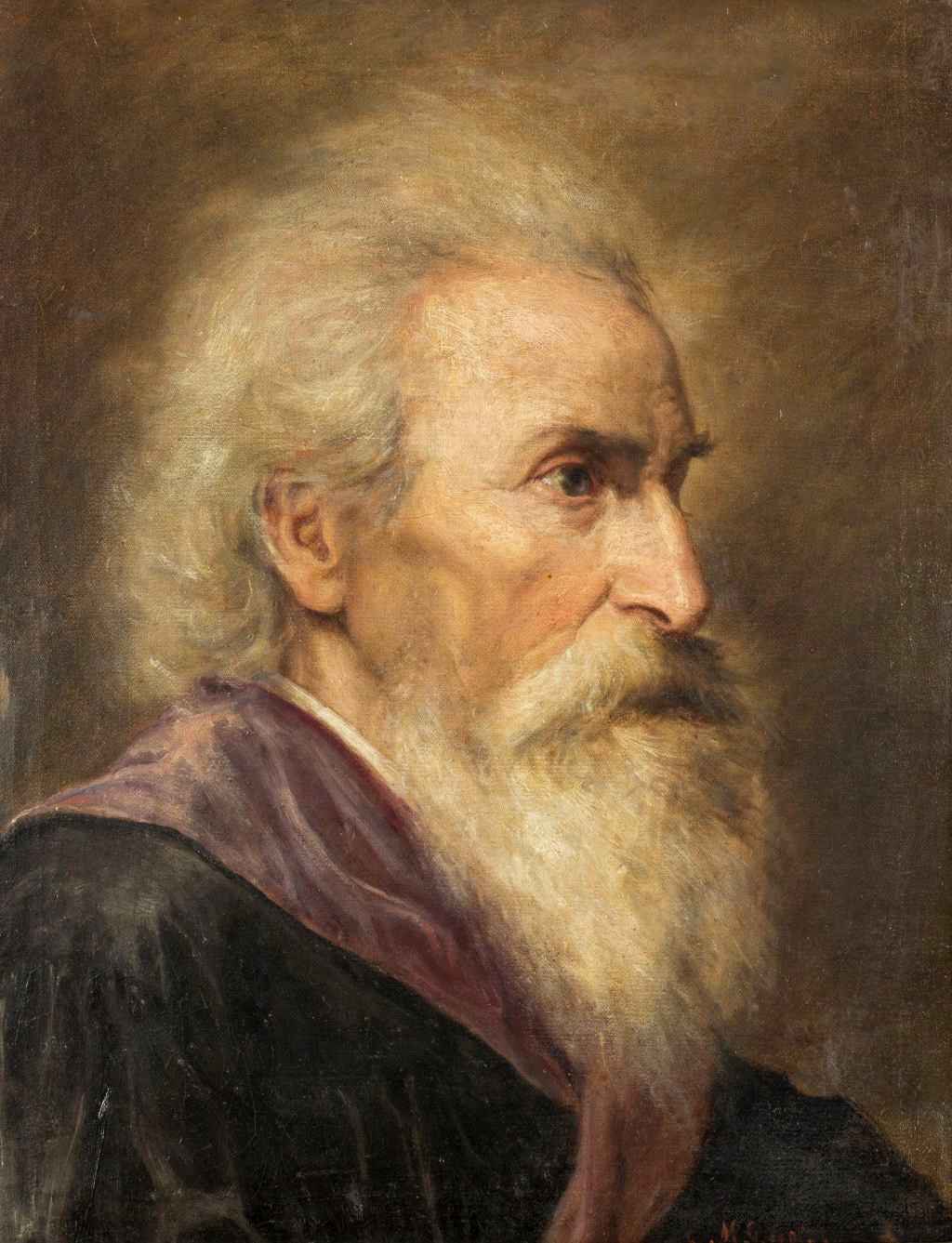
Portret starca
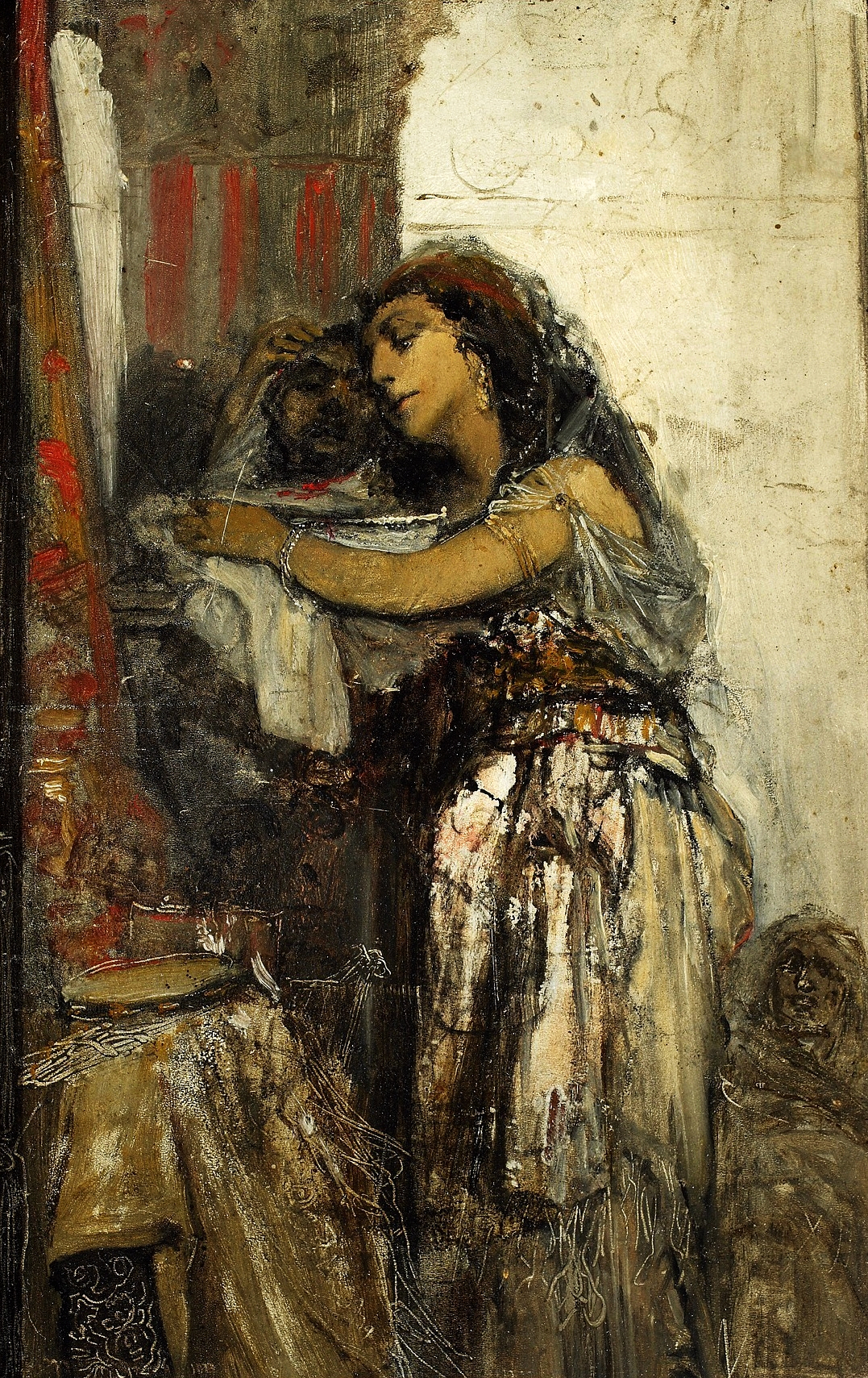
Salome z głową św. Jana
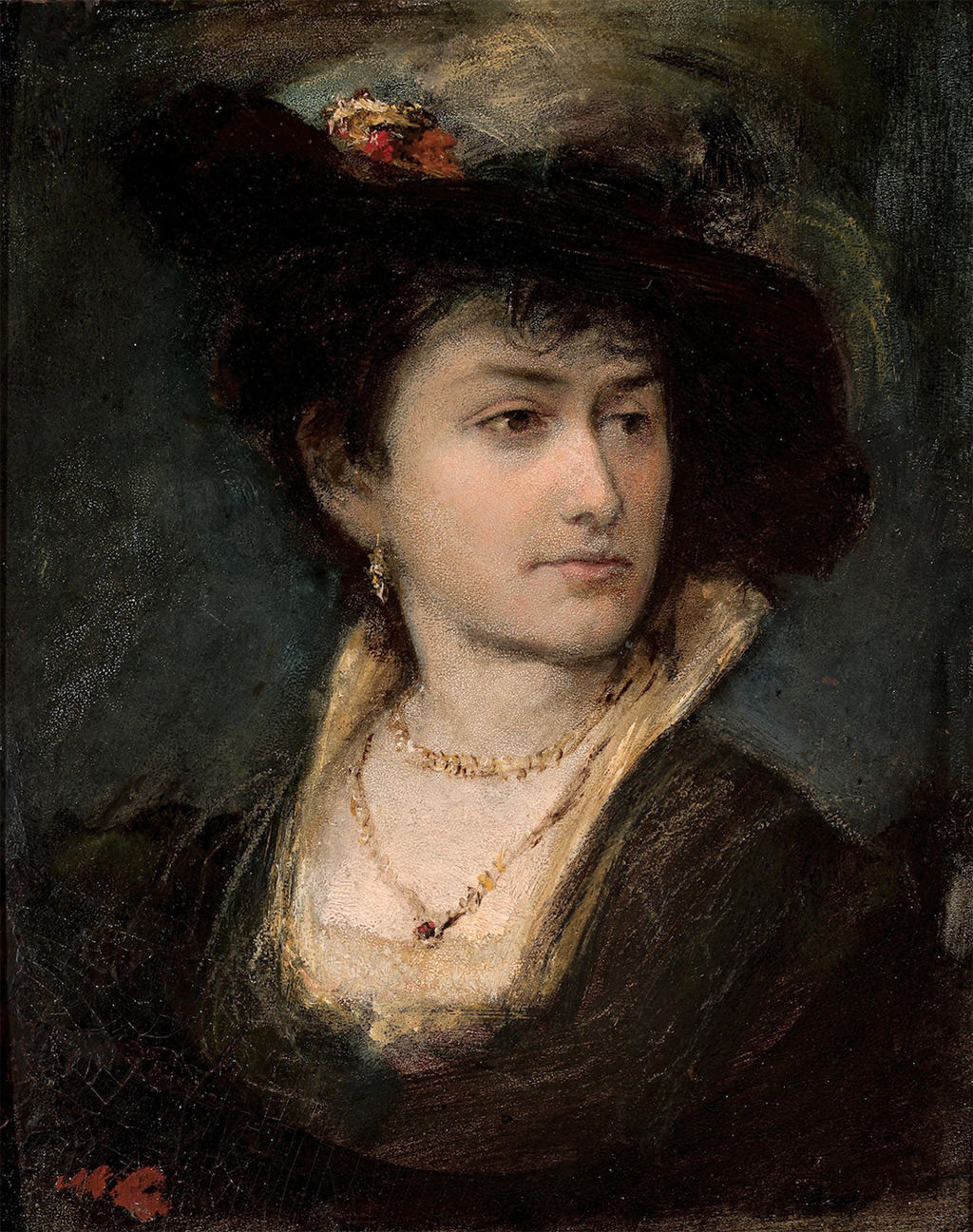
Portret siostry artysty - Anny
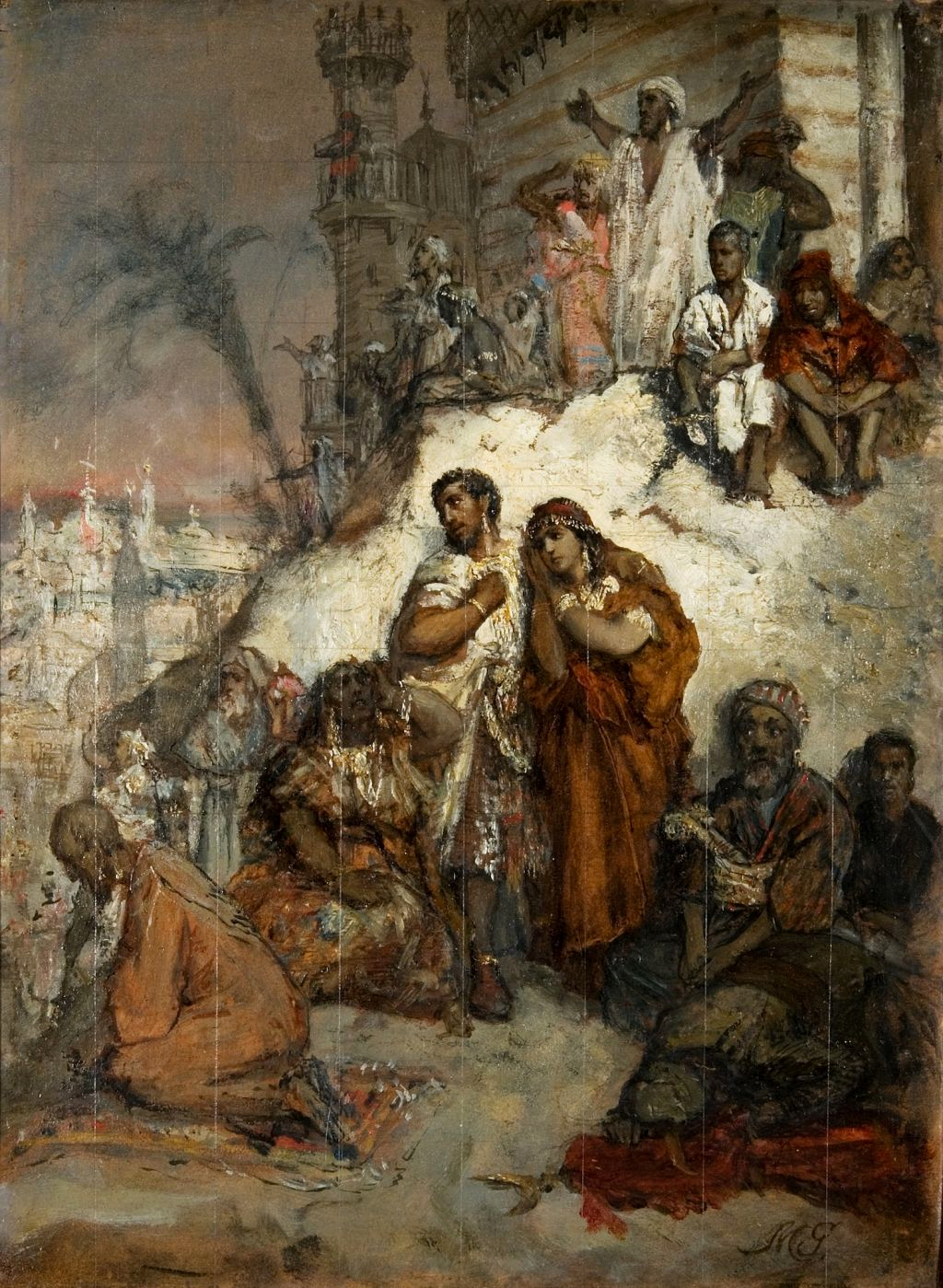
Wygnanie Maurów z Grenady
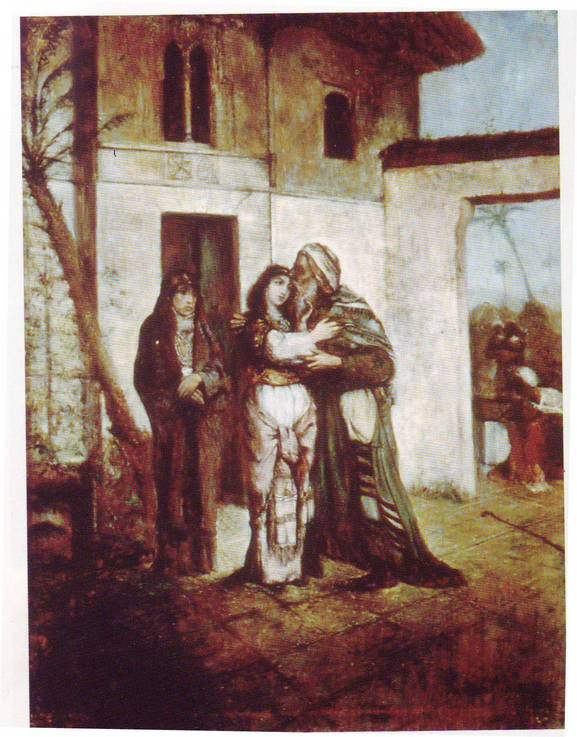
Powitanie ojca przez Rechę
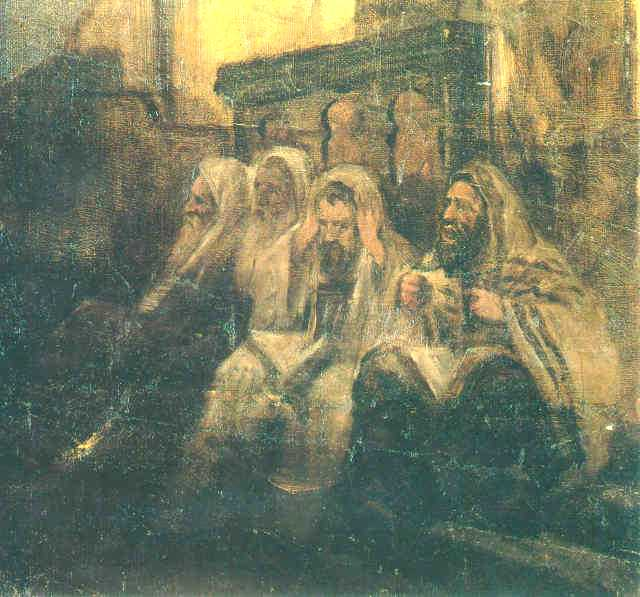
Żydzi w synagodze
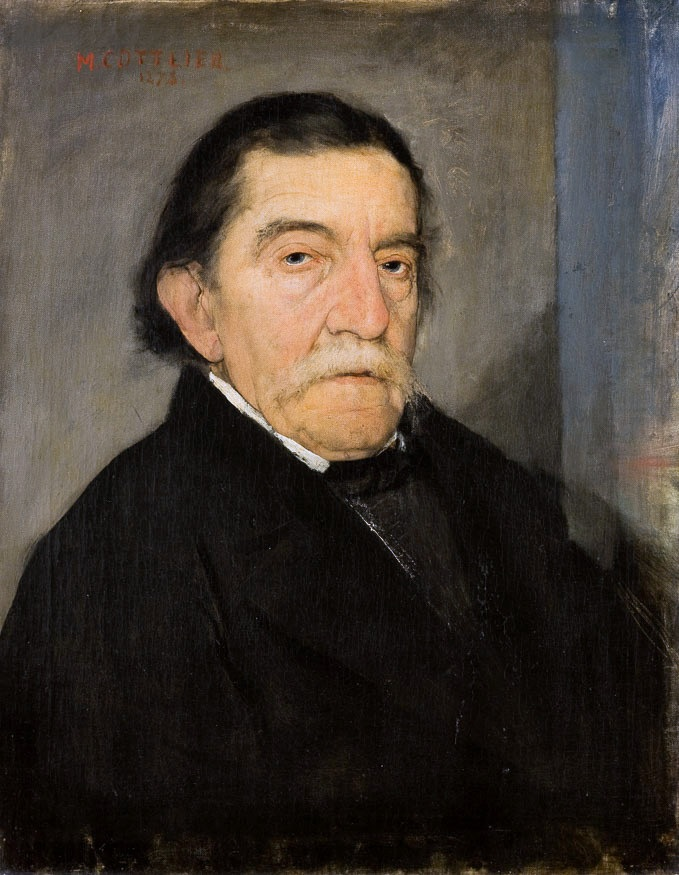
Portret Ignacego Kurandy
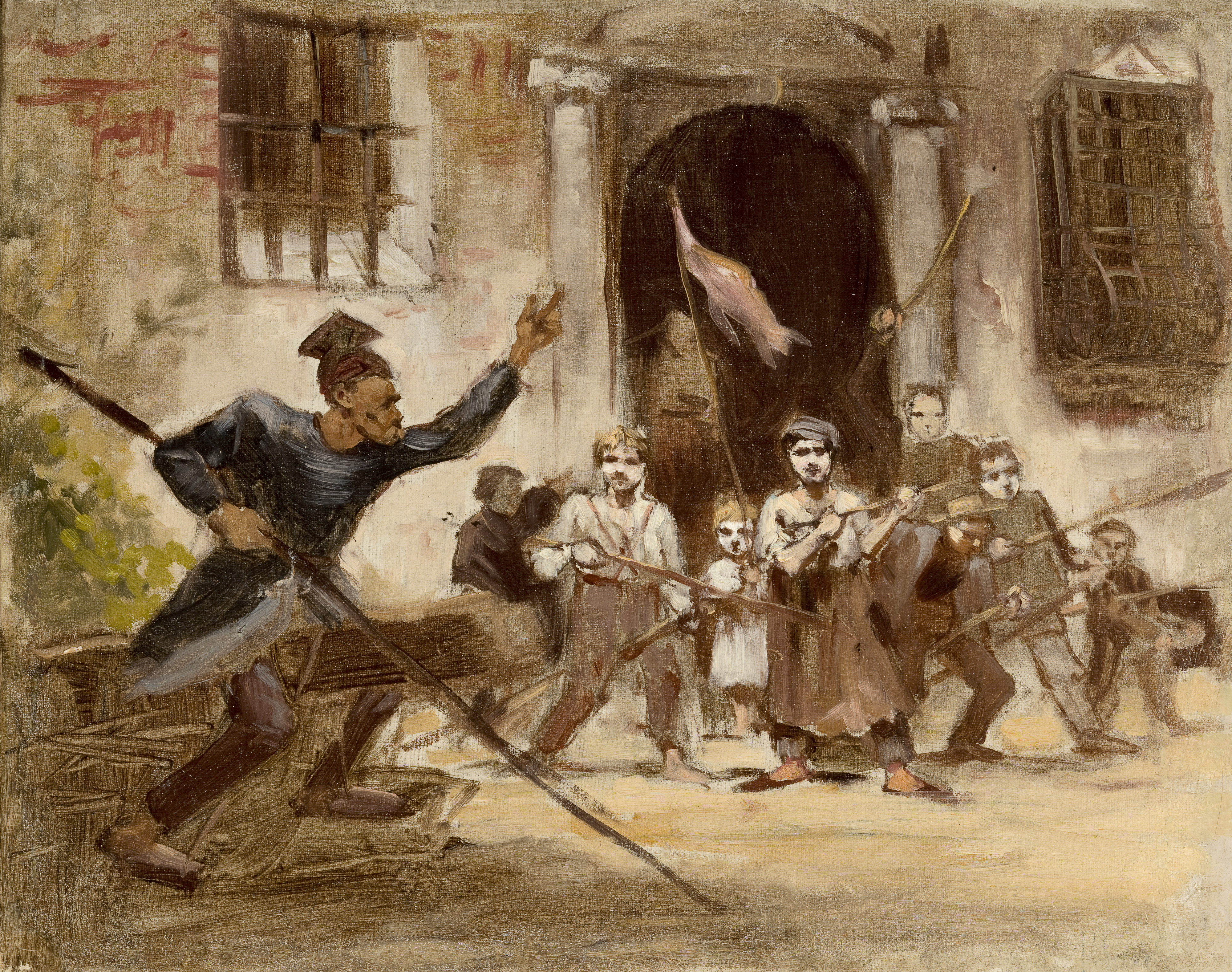
Pospolite ruszenie
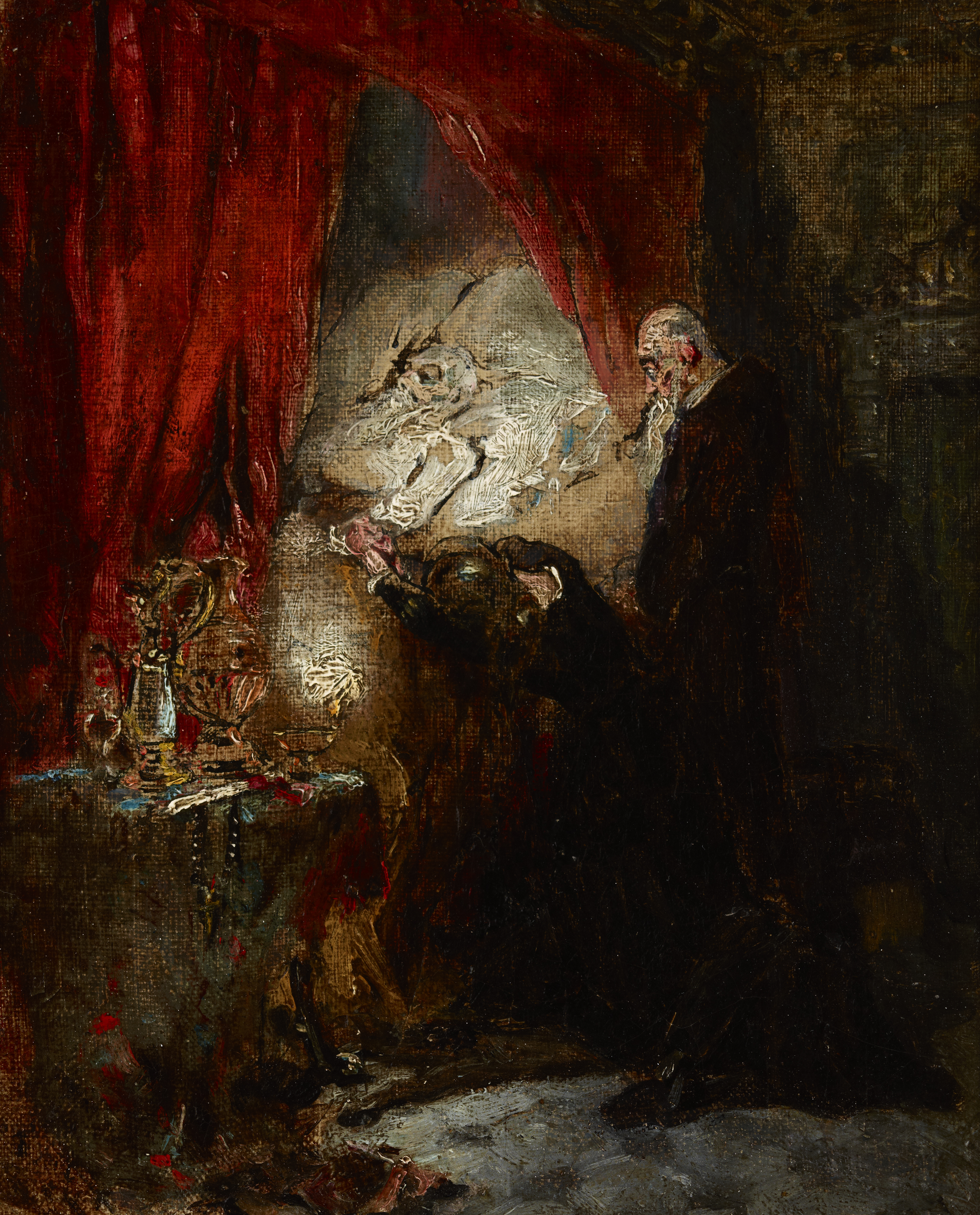
Przy łożu śmierci